# Apollonios von Athen

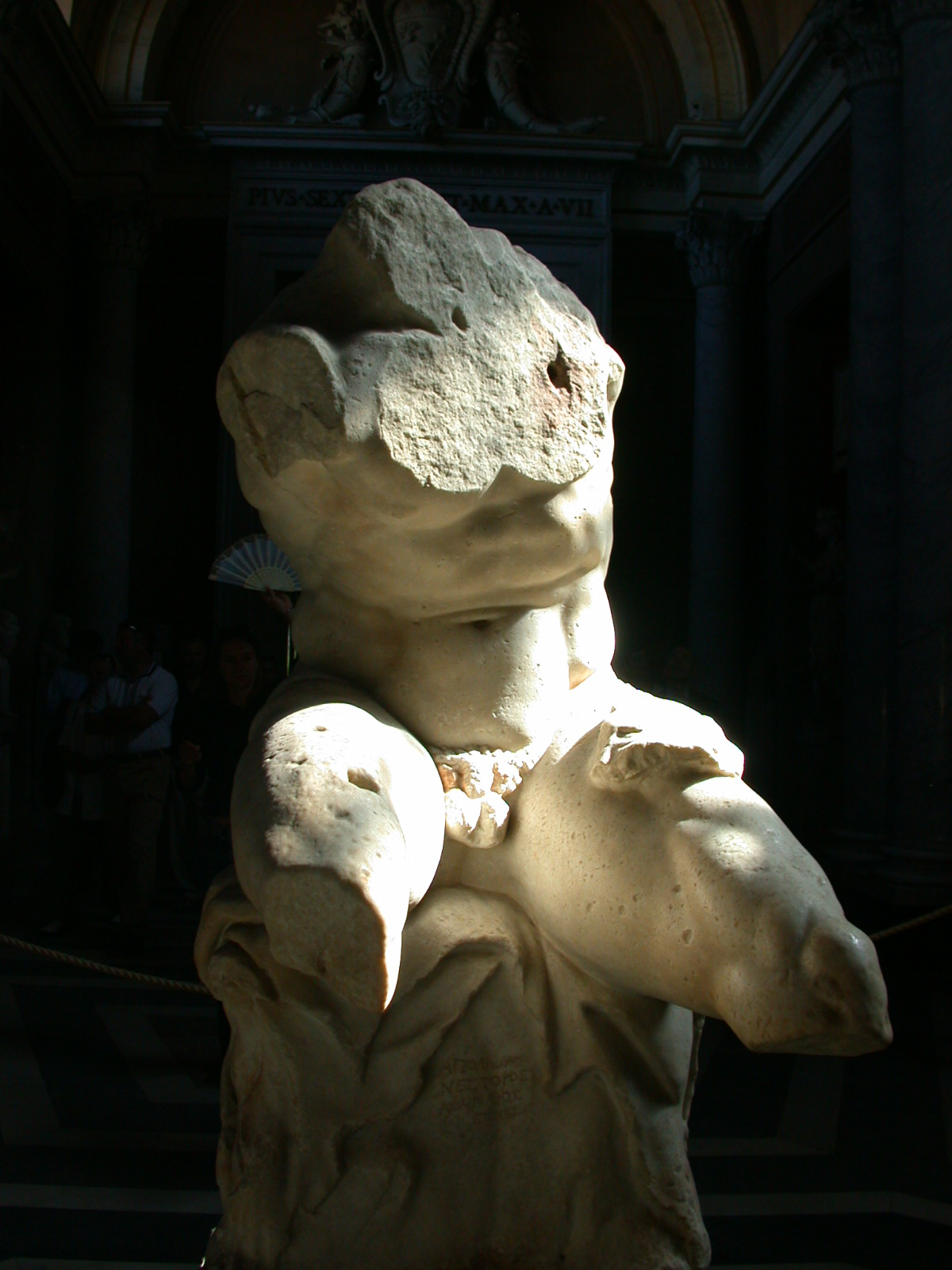
Der Torso vom Belvedere

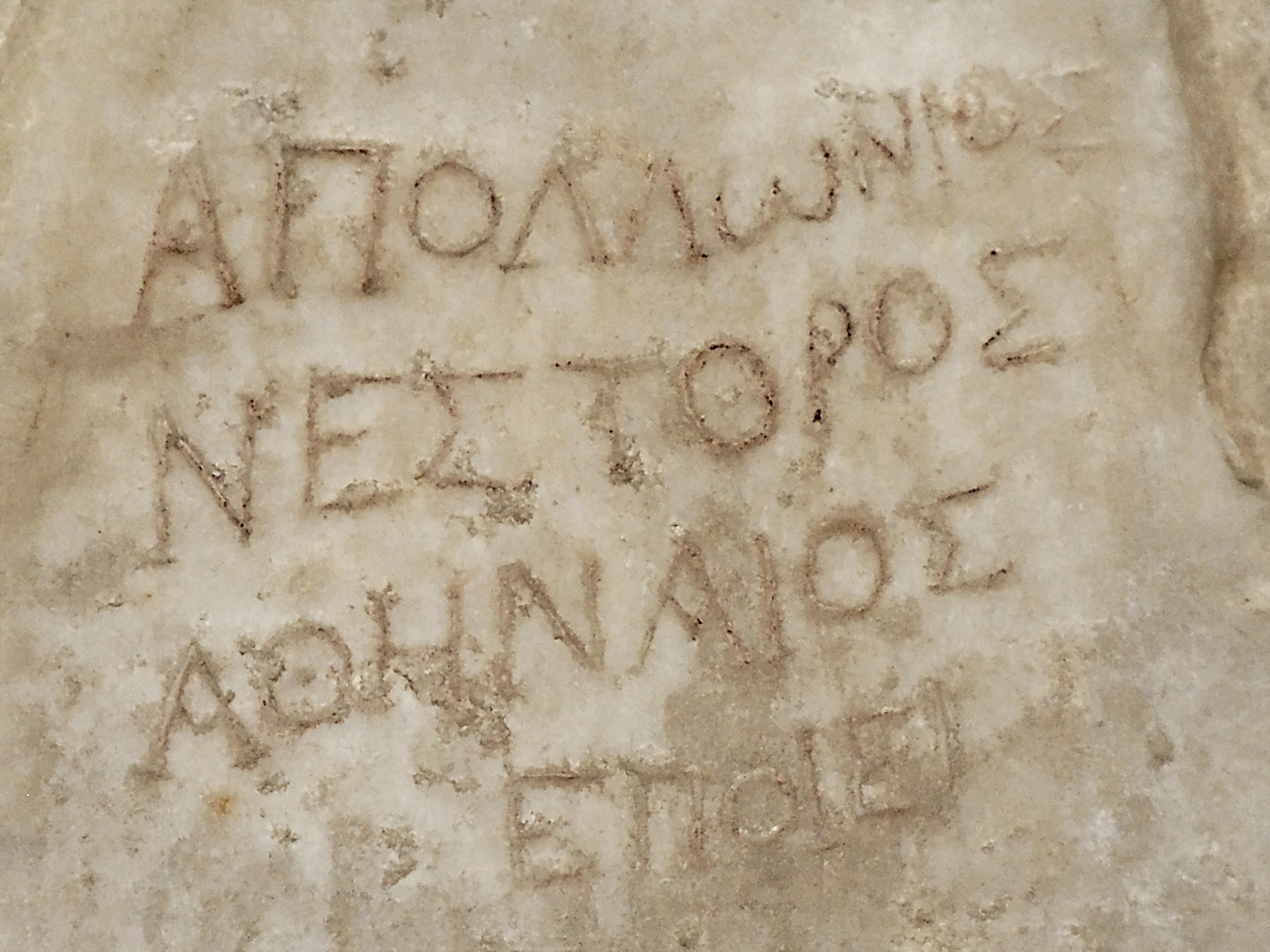
Signatur des Apollonios auf dem Torso vom Belvedere

Apollonios von Athen, Sohn des Nestor (᾿Απολλώνιος Νέστορος ᾿Αϑηναῖος), war ein griechischer Bildhauer und Erzbildner aus Athen, der im 1. Jahrhundert v. Chr. gelebt hat.
Bedeutendstes Werk des Vertreters der späthellenistischen Plastik ist der berühmte Torso vom Belvedere, der nach dem „Belvedere“, einem Hof der Vatikanischen Museen benannt ist. Johann Joachim Winckelmann benannte und beschrieb die Skulptur – wohl zu Unrecht – als Herakles. Die Deutung als Heros liegt aber nahe. Die Signatur des Apollonios – 
 Ἀπολλώνιος // Νέστορος // Ἀθηναῖος // ἐποίε / Apollonios Sohn des Nestor, der Athener, machte es – findet sich am Felsensitz des Torsos.
Lange Zeit galt eine weitere angebliche Signatur am Schlagriemen des Sitzenden Faustkämpfers im Museo Nazionale Romano als die des Apollodoros. Die Zuweisung wurde jedoch durch Margherita Guarducci widerlegt, die Inschrift existiert nicht. Auszuschließen ist die Zuweisung der Bronzestatue eines jugendlichen Athleten mit Lanze im selben Museum und der mit dieser Statue in Verbindung gebrachten Gruppe Amykos und die Dioskuren sowie des Tondo Gaddi.